# Атлантово
Атлантово — посёлок в Октябрьском районе Ростовской области.
Входит в состав Керчикского сельского поселения.

## География
В посёлке имеются две улицы — Молодёжная и Прибрежная.

## Население
| 2010 |
| ---- |
| 56   |